# Fleischerei Technik
Die FT Fleischerei Technik ist eine Fachzeitschrift, die sich an die Schlacht- und Zerlegebranche sowie Wurstproduzenten richtet. Das Magazin erscheint auf Deutsch und Englisch sechs Mal im Jahr und wird international vertrieben. Die Fleischerei Technik wird vom Fachverlag B & L Mediengesellschaft mbH & Co. KG verlegt und hat eine verbreitete Auflage von 7500 Exemplaren.
Einmal jährlich wird von der Zeitschrift der „Fleischerei Technik Award“ für herausragende und innovative Leistungen an ein Unternehmen der Branche verliehen.